# Puimoisson
Puimoisson est une commune française située dans le département des Alpes-de-Haute-Provence, en région Provence-Alpes-Côte d'Azur.
Le nom de ses habitants est Puimoissonnais.

## Géographie

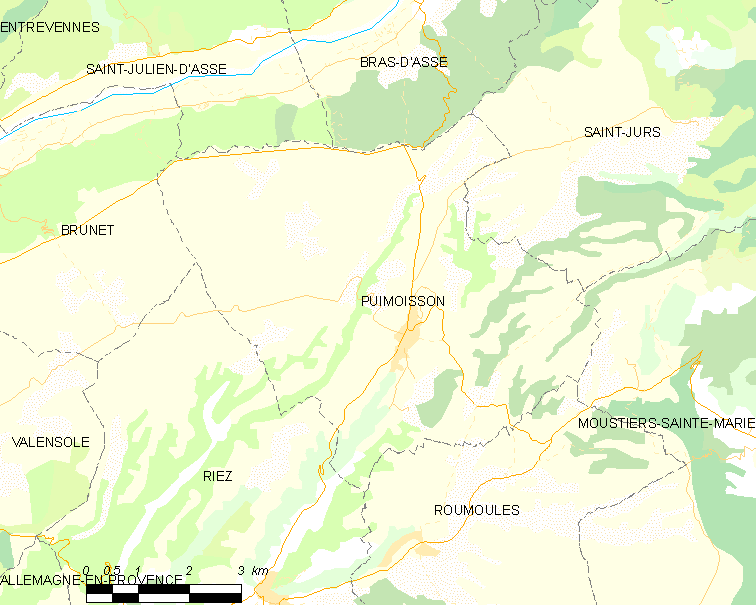
Puimoisson et les communes voisines (Cliquez sur la carte pour accéder à une grande carte avec la légende).

Le village est situé sur le plateau de Valensole, à 698 m d’altitude. Plusieurs rues du village sont en escalier. La place centrale s'étend sur un hectare, elle est ombragée de micocouliers.
La commune est membre du Parc naturel régional du Verdon.

### Hydrographie
Puimoisson est arrosée par l'Auvestre, qui se jette dans le Colostre, à Riez.

### Environnement
La commune compte 1 200 ha de bois et forêts.

### Voies de communication et transports

#### Services autocars

##### Lignes intercommunales
- Puimoisson est reliée par deux lignes intercommunales du réseau Trans'Agglo[5] :

| Ligne | Tracé                                                                                            |
| ----- | ------------------------------------------------------------------------------------------------ |
| 132   | Puimoisson ↔ Riez ↔ Allemagne-en-Provence ↔ Saint-Martin-de-Brômes ↔ Gréoux-les-Bains ↔ Manosque |
| 135   | Puimoisson ↔ Roumoules ↔ Riez (Transport à la demande)                                           |

- Le village est également desservi par une ligne du réseau de transport de Provence Alpes Agglomération :

| Ligne | Tracé                                                                                |
| ----- | ------------------------------------------------------------------------------------ |
| D2    | Riez ↔ Puimoisson ↔ Bras-d'Asse ↔ Estoublon ↔ Mézel ↔ Châteauredon ↔ Digne-les-Bains |

##### Lignes scolaires
Des lignes de transports scolaires ont été mises en place pour rallier le collège de Riez ainsi que les lycées et collèges de Manosque. Ces lignes sont financées par la communauté d'agglomération Durance-Luberon-Verdon Agglomération au travers du réseau Trans'Agglo. En plus des lignes existantes du réseau, une autre a été rajoutée.
| Ligne | Tracé                                  |
| ----- | -------------------------------------- |
| 141 S | Valensole ↔ Brunet ↔ Puimoisson ↔ Riez |

### Risques naturels et technologiques
Aucune des 200 communes du département n'est en zone de risque sismique nul. Le canton de Riez auquel appartient Puimoisson est en zone 1b (sismicité faible) selon la classification déterministe de 1991, basée sur les séismes historiques, et en zone 3 (risque modéré) selon la classification probabiliste EC8 de 2011. La commune de Puimoisson est également exposée à trois autres risques naturels :
- feu de forêt ;
- inondation ;
- mouvement de terrain : la commune est presque entièrement concernée par un aléa moyen à fort[8].

La commune de Puimoisson est de plus exposée à un risque d’origine technologique, celui de transport de matières dangereuses par route. La départementale RD 953 peut être empruntée par les transports routiers de marchandises dangereuses.
Aucun plan de prévention des risques naturels prévisibles (PPR) n’existe pour la commune et le Dicrim n’existe pas non plus.
La commune a été l’objet de deux arrêtés de catastrophe naturelle : en 1987 pour un effondrement de terrain, et en 2001 pour des inondations et des coulées de boue.

### Toponymie
Le nom du village, tel qu’il apparaît la première fois en 1093 (Podium Muxone), semble issu du bas-latin podium, désignant une colline, et d’un nom propre romain, Muscio, ce qui en ferait la « colline de Muscio » ou la « colline du domaine de Muscio ».

### Climat
Pour des articles plus généraux, voir Climat de Provence-Alpes-Côte d'Azur et Climat des Alpes-de-Haute-Provence.
En 2010, le climat de la commune est de type climat méditerranéen altéré, selon une étude du Centre national de la recherche scientifique s'appuyant sur une série de données couvrant la période 1971-2000. En 2020, Météo-France publie une typologie des climats de la France métropolitaine dans laquelle la commune est exposée à un climat de montagne ou de marges de montagne et est dans une zone de transition entre les régions climatiques « Provence, Languedoc-Roussillon » et « Alpes du sud ».
Pour la période 1971-2000, la température annuelle moyenne est de 11,1 °C, avec une amplitude thermique annuelle de 16,6 °C. Le cumul annuel moyen de précipitations est de 781 mm, avec 6,4 jours de précipitations en janvier et 4 jours en juillet. Pour la période 1991-2020, la température moyenne annuelle observée sur la station météorologique de Météo-France la plus proche, « St Jurs », sur la commune de Saint-Jurs à 7 km à vol d'oiseau, est de 12,6 °C et le cumul annuel moyen de précipitations est de 828,9 mm. 
La température maximale relevée sur cette station est de 38 °C, atteinte le 28 juin 2019 ; la température minimale est de −16,5 °C, atteinte le 13 février 2010,,.
Les paramètres climatiques de la commune ont été estimés pour le milieu du siècle (2041-2070) selon différents scénarios d'émission de gaz à effet de serre à partir des nouvelles projections climatiques de référence DRIAS-2020. Ils sont consultables sur un site dédié publié par Météo-France en novembre 2022.

## Urbanisme

### Typologie
Au 1er janvier 2024, Puimoisson est catégorisée commune rurale à habitat dispersé, selon la nouvelle grille communale de densité à 7 niveaux définie par l'Insee en 2022.
Elle est située hors unité urbaine et hors attraction des villes,.

### Occupation des sols
L'occupation des sols de la commune, telle qu'elle ressort de la base de données européenne d’occupation biophysique des sols Corine Land Cover (CLC), est marquée par l'importance des territoires agricoles (83,9 % en 2018), une proportion sensiblement équivalente à celle de 1990 (84,2 %). La répartition détaillée en 2018 est la suivante : 
terres arables (71,8 %), forêts (12,9 %), zones agricoles hétérogènes (12,1 %), milieux à végétation arbustive et/ou herbacée (1,8 %), zones urbanisées (1,3 %).
L'évolution de l’occupation des sols de la commune et de ses infrastructures peut être observée sur les différentes représentations cartographiques du territoire : la carte de Cassini (XVIIIe siècle), la carte d'état-major (1820-1866) et les cartes ou photos aériennes de l'IGN pour la période actuelle (1950 à aujourd'hui).

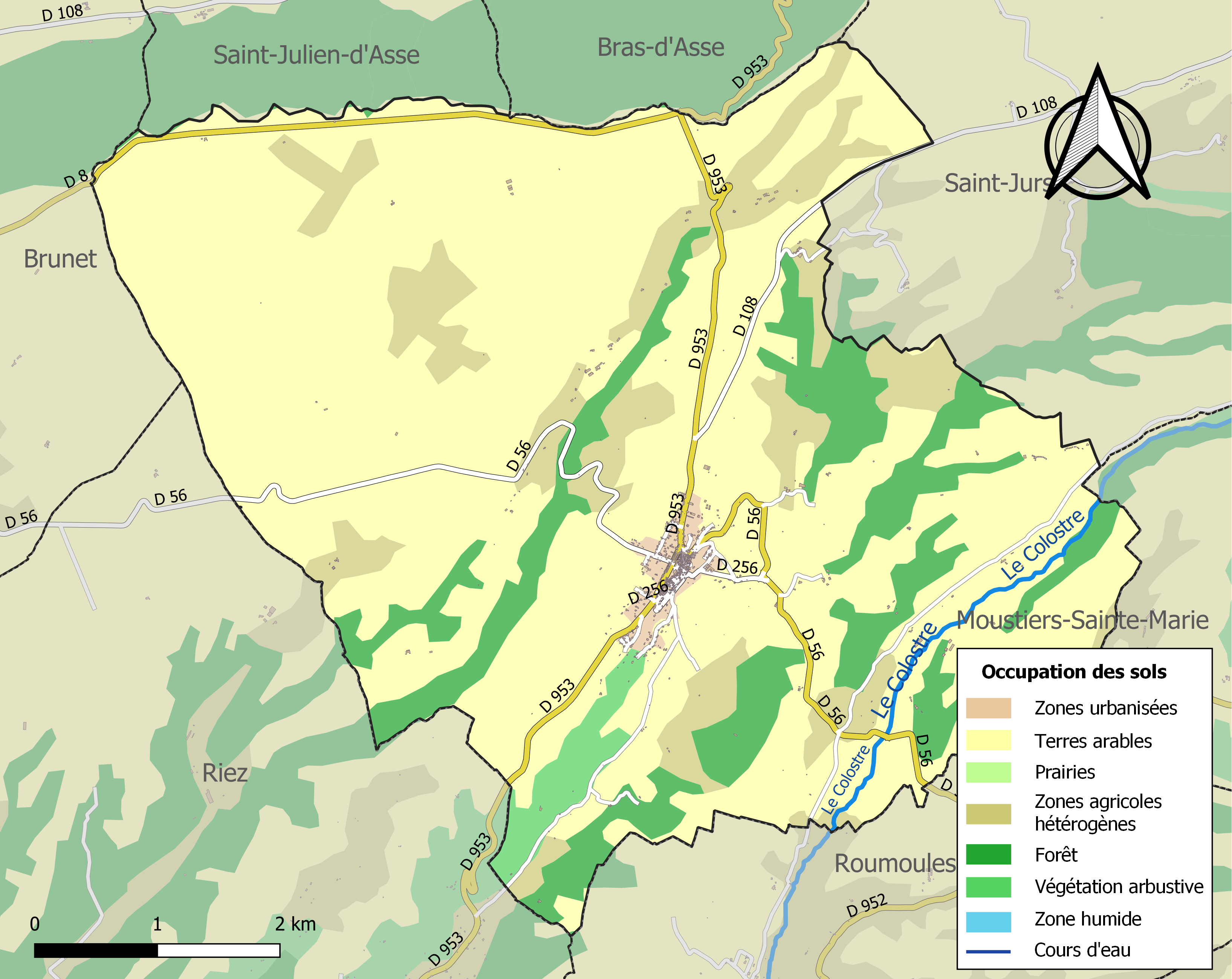
Carte de l'occupation des sols de la commune en 2018 (CLC).

## Histoire
Le sol de Puimoisson a livré plusieurs vestiges de l’époque gallo-romaine : une nécropole au Pas-de-Laval , une villa romaine au Pas-de-Saint-Jacques.
Une motte castrale est construite au XIe siècle sur la colline Notre-Dame. Cependant, la localité n’apparaît pour la première fois dans les chartes qu'en 1093 (Pogium muxonis).
En échangeant avec l’abbaye Saint-Thiers de Saou une église proche de Valence, contre le prieuré Saint-Apollinaire, en 1233, il devient seul seigneur de Puimoisson . Il se délivre des droits d’albergue, de cavalcade et des questes en les rachetant au comte, qui ne conserve que les droits de justice. L’abbaye de Lérins est propriétaire d’un sixième des terres de la commune, mais ne perçoit aucun droit seigneurial ni d’église. La communauté relève de la viguerie de Moustiers.
Durant les guerres de Religion, la ville est attaquée par les protestants en 1574 ; au printemps 1585, ce sont les ligueurs qui tentent un coup de main sur la ville, sans succès.

### Les Hospitaliers
Le village passe progressivement sous la coupe des Hospitaliers de l’ordre de Saint-Jean de Jérusalem. Au XIe siècle, l’ordre reçoit en don d’Augier, évêque de Riez, l’église paroissiale Saint-Michel, et en perçoit les revenus,. Le comte de Provence leur fait don de la seigneurie, d’abord partielle en 1150, puis complète en 1231. L’ordre construit une commanderie accolée à l’église paroissiale.

### Révolution française
La société patriotique de la commune fait partie des 21 premières créées dans les Basses-Alpes, avant juin 1792. Elle compte 276 adhérents en 1793, soit les trois quarts de la population masculine  et se nomme Société révolutionnaire.
Le prieuré Saint-Apollinaire est vendu comme bien national et transformé en ferme. Le château de l’ordre de Malte, qui comptait huit tours, est lui aussi vendu aux enchères, puis démoli, créant une vaste place en ville . Enfin, Puimoisson est brièvement chef-lieu du canton de Puimoisson pendant la Révolution, avant d’être rattaché à celui de Riez.

### Époque contemporaine
Le coup d'État du 2 décembre 1851 de Louis-Napoléon Bonaparte contre la Deuxième République provoque un soulèvement armé dans les Basses-Alpes, en défense de la Constitution. Après l’échec de l’insurrection, une sévère répression poursuit ceux qui se sont levés pour défendre la République : 18 habitants de Puimoisson sont traduits devant la commission mixte, la majorité d'entre eux est condamnés à la déportation en Algérie.
Comme de nombreuses communes du département, Puimoisson se dote d’une école bien avant les lois Jules Ferry : en 1863, elle en possède déjà une qui dispense une instruction primaire aux garçons, au chef-lieu. La même instruction est donnée aux filles, la loi Falloux (1851) imposant l’ouverture d’une école de filles aux communes de plus de 800 habitants. La commune profite des subventions de la deuxième loi Duruy (1877) pour construire une école neuve.
Un siècle après la résistance de 1851, la Libération de Puimoisson est marquée par le passage d’une colonne de la 36e division d’infanterie (US), le matin du 19 août 1944, venant de Riez et se dirigeant sur Digne.
Jusqu’au milieu du XXe siècle, la vigne est cultivée à Puimoisson. Plusieurs dizaines d’hectares produisent un vin destiné à l’autoconsommation et à la vente sur les marchés locaux. Cette culture est aujourd’hui abandonnée.

### Les moulins autrefois[44]
Les Hospitaliers de Saint-Jean de Jérusalem, seigneurs de Puimoisson depuis le Moyen Âge, possèdent deux moulins banaux à rodet alimentés par l’eau de l’Auvestre. Au XVIe siècle, Jean d’Agoult et son épouse, Marie de Vintimille, propriétaires terriens à Puimoisson, construisent un autre moulin, en amont de ceux des Hospitaliers. Furieux, ceux-ci portent l’affaire devant le roi de France, François 1er qui leur donne raison et ce nouveau moulin est condamné à être détruit.
En 1790, les autorités révolutionnaires font estimer ces deux moulins banaux, canaux et resclause (5 250 livres) et les vendent à des particuliers. Ils vont fonctionner jusqu’en 1915.
En 1842, le sieur Gassend entame la construction d’un nouveau moulin à roue verticale à augets, en amont des anciens moulins seigneuriaux. A la fois moulin à blé et à huile, celui-ci fonctionne jusqu’au début du XXe siècle.
En 1928, Emerit Arnaud, originaire d’Entrages, crée la « Minoterie moderne de Puimoisson » qui jouxte l’actuelle mairie, dans le village. Elle va fonctionner pendant 30 ans pour la farine panifiable.
Par la suite, le blé récolté dans le terroir de Puimoisson est moulu dans les minoteries des villages voisins.

## Héraldique
| Blason de Puimoisson | Blason  | De gueules à une croix écartelée d'argent et de sinople. |
| Blason de Puimoisson | Détails | Le statut officiel du blason reste à déterminer.         |

## Politique et administration

### Intercommunalité
Puimoisson fait partie :
- de 2010 à 2013, de la communauté de communes Luberon Durance Verdon ;
- depuis le 1er janvier 2013, de la Durance-Luberon-Verdon Agglomération.

### Municipalité
| Période                                  | Période   | Identité            | Étiquette | Qualité                                      |
| ---------------------------------------- | --------- | ------------------- | --------- | -------------------------------------------- |
| mai 1945                                 |           | Henri de Saint-Léon |           |                                              |
|                                          |           |                     |           |                                              |
| avant 2005                               | mars 2008 | Jean Chignola       |           |                                              |
| mars 2008                                | 2014      | Robert Biglia       |           |                                              |
| avril 2014                               | 2020      | Philippe Coste      | SE        | Retraité Fonction publique                   |
| avril 2020                               | 2026      | Fabien Bonino       | SE        | Collaborateur de la députée Delphine Bagarry |
| Les données manquantes sont à compléter. |           |                     |           |                                              |

### Budget et fiscalité 2015
En 2015, le budget de la commune était constitué ainsi :
- total des produits de fonctionnement : 527 000 €, soit 687 € par habitant ;
- total des charges de fonctionnement : 494 000 €, soit 644 € par habitant ;
- total des ressources d’investissement : 90 000 €, soit 118 € par habitant ;
- total des emplois d’investissement : 66 000 €, soit 87 € par habitant.
- endettement : 138 000 €, soit 180 € par habitant.

Avec les taux de fiscalité suivants :
- taxe d’habitation : 5,91 % ;
- taxe foncière sur les propriétés bâties : 15,74 % ;
- taxe foncière sur les propriétés non bâties : 67,82 % ;
- taxe additionnelle à la taxe foncière sur les propriétés non bâties : 0,00 % ;
- cotisation foncière des entreprises : 0,00 %.

### Enseignement
La commune est dotée d’une école primaire.

### Environnement et recyclage
La collecte et traitement des déchets des ménages et déchets assimilés et la protection et mise en valeur de l'environnement se font dans le cadre de la communauté d'agglomération Durance Luberon Verdon.

## Démographie
L'évolution du nombre d'habitants est connue à travers les recensements de la population effectués dans la commune depuis 1765. Pour les communes de moins de 10 000 habitants, une enquête de recensement portant sur toute la population est réalisée tous les cinq ans, les populations de référence des années intermédiaires étant quant à elles estimées par interpolation ou extrapolation. Pour la commune, le premier recensement exhaustif entrant dans le cadre du nouveau dispositif a été réalisé en 2004.

En 2022, la commune comptait 666 habitants, en évolution de −9,88 % par rapport à 2016 (Alpes-de-Haute-Provence : +2,84 %, France hors Mayotte : +2,11 %).
| 1765 | 1793  | 1800  | 1806  | 1821  | 1831  | 1836  | 1841  | 1846  |
| ---- | ----- | ----- | ----- | ----- | ----- | ----- | ----- | ----- |
| 412  | 1 527 | 1 600 | 1 386 | 1 303 | 1 357 | 1 312 | 1 178 | 1 185 |

| 1851  | 1856  | 1861  | 1866  | 1872  | 1876  | 1881  | 1886 | 1891 |
| ----- | ----- | ----- | ----- | ----- | ----- | ----- | ---- | ---- |
| 1 161 | 1 114 | 1 164 | 1 164 | 1 160 | 1 050 | 1 041 | 975  | 908  |

| 1896 | 1901 | 1906 | 1911 | 1921 | 1926 | 1931 | 1936 | 1946 |
| ---- | ---- | ---- | ---- | ---- | ---- | ---- | ---- | ---- |
| 903  | 802  | 790  | 792  | 664  | 625  | 600  | 560  | 583  |

| 1954 | 1962 | 1968 | 1975 | 1982 | 1990 | 1999 | 2004 | 2006 |
| ---- | ---- | ---- | ---- | ---- | ---- | ---- | ---- | ---- |
| 522  | 473  | 508  | 491  | 511  | 511  | 551  | 647  | 660  |

| 2009 | 2014 | 2019 | 2022 | - | - | - | - | - |
| ---- | ---- | ---- | ---- | - | - | - | - | - |
| 720  | 742  | 691  | 666  | - | - | - | - | - |

L’histoire démographique de Puimoisson est marquée par une période d’« étale » où la population reste assez stable à un niveau élevé. Cette période dure de 1800 à 1836. Elle est suivie d’un mouvement de diminution de longue durée : la Première Guerre mondiale fait passer la commune sous la barre des 50 % de la population de 1836, le mouvement de baisse se poursuivant jusqu’aux années 1970. Si la population s’est remis à croître depuis, elle reste en dessous du niveau de 1911.
| 1471    |
| ------- |
| 79 feux |

## Économie

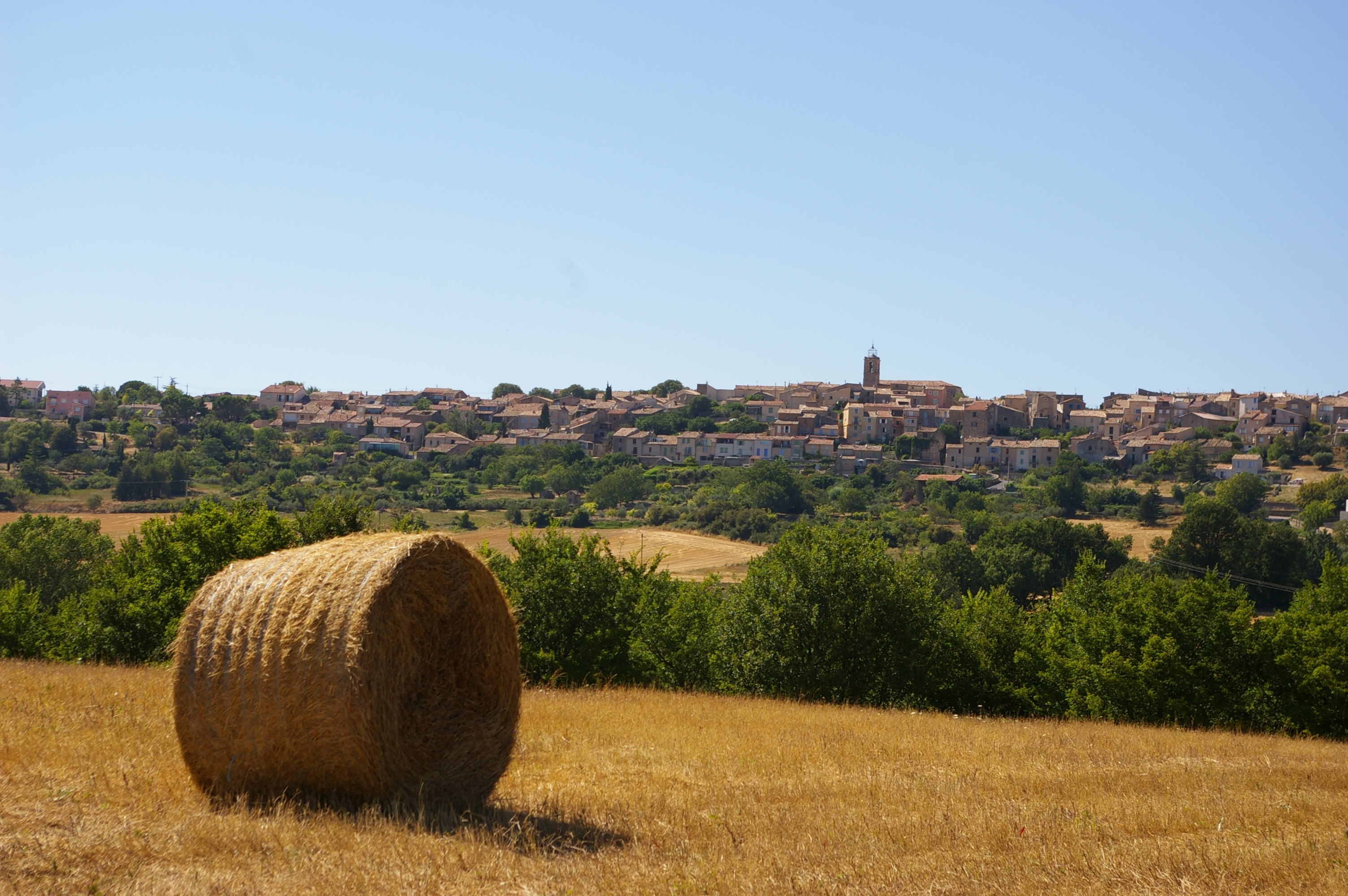
Moisson à Puimoisson.

### Aperçu général
En 2009, la population active s’élevait à 274 personnes, dont 27 chômeurs (39 fin 2011). Ces travailleurs sont majoritairement salariés (67 %) et travaillent majoritairement hors de la commune (63 %). Le secteur tertiaire est le principal employeur de la commune.

### Agriculture
Fin 2010, le secteur primaire (agriculture, sylviculture, pêche) comptait 33 établissements actifs au sens de l’Insee (exploitants non professionnels inclus) et trois emplois salariés.
Le nombre d’exploitations professionnelles, selon l’enquête Agreste du ministère de l’Agriculture, est de 28 en 2010. Il était de 30 en 2000, de 50 en 1988. Actuellement, ces exploitants sont essentiellement tournés vers les grandes cultures (19 exploitations), les cultures permanentes (arbres fruitiers, olivier, plantes aromatiques) en concernant cinq autres. L’élevage ovin et la polyculture occupent les autres exploitants. De 1988 à 2000, la surface agricole utilisée (SAU) connaît un retrait marqué, passant de 2 350 à 2 015 ha, avant de connaître un mouvement inverse lors de la dernière décennie, à 2 122 ha.
Une coopérative céréalière est construite en 1984. La distillerie de la lavande, qui vend sa production dans une boutique, dépend elle aussi d’une coopérative.
La culture de l’olivier est pratiquée dans la commune depuis des siècles, tout en étant limitée à certains versants. Le terroir de la commune se situe en effet à la limite altitudinale de l’arbre, qui ne peut que difficilement être exploité au-delà des 650 mètres : à Puimoisson, il s’agit des versants bien exposés des vallons entaillant le plateau de Valensole. L’oliveraie de Puimoisson occupait plus d’une dizaine d’hectares au début du XIXe siècle. Actuellement, elle a régressé mais reste relativement importante (entre 1000 et 3500 pieds exploités). L’huile produite à partir des olives récoltées dans la commune bénéficie de l’appellation d'origine contrôlée (AOC) huile d’olive de Provence.

### Artisanat et industrie
Fin 2010, le secteur secondaire (industrie et construction) comptait 20 établissements, employant 20 salariés.

### Activités de service
Fin 2010, le secteur tertiaire (commerces, services) comptait 42 établissements (avec 12 emplois salariés), auxquels s’ajoutent les huit établissements du secteur administratif (regroupé avec le secteur sanitaire et social et l’enseignement), salariant 46 personnes.
D'après l’Observatoire départemental du tourisme, la fonction touristique est assez importante pour la commune, avec entre un et cinq touristes accueillis par habitant, l’essentiel de la capacité d'hébergement étant non marchande. Plusieurs structures d’hébergement à finalité touristique existent dans la commune :
- un hôtel en 2008[69], non classé[70] ;
- deux campings classés deux étoiles[71] avec une capacité de 76 emplacements[72] ;
- plusieurs meublés labellisés[73].

Les résidences secondaires apportent un complément à la capacité d’accueil : au nombre de 135, elles représentent un quart des logements. Parmi les résidences secondaires, XX possèdent plus d’un logement,.

## Lieux et monuments

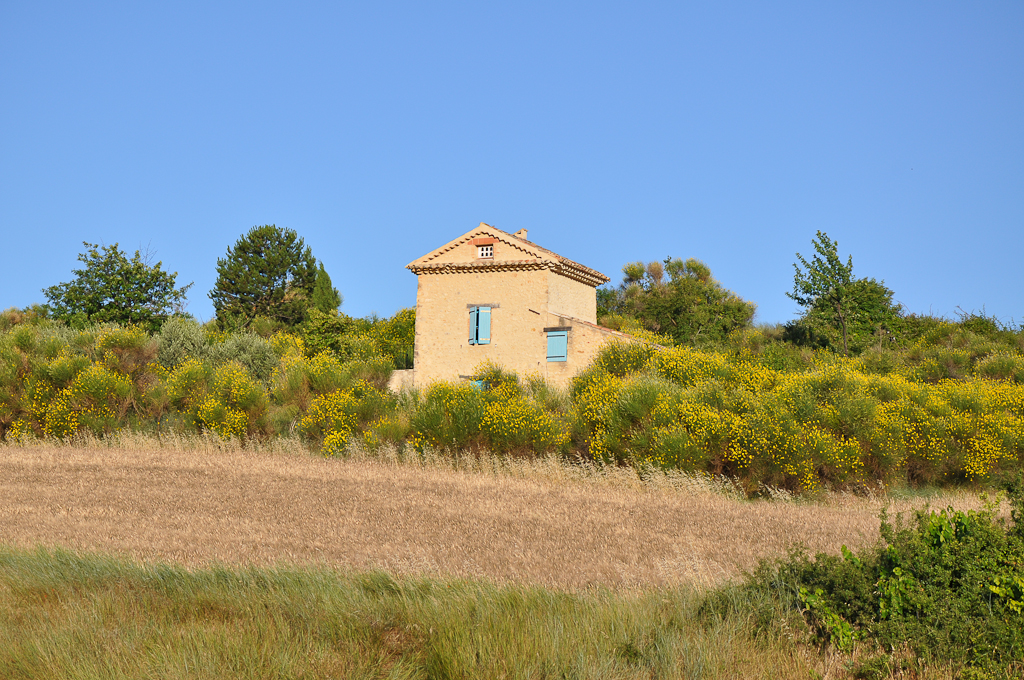
Maison à pigeonnier.

Il subsiste deux portes de l’enceinte médiévale, l’une avec deux arcs et une voûte en arc brisé, des XIIIe et XIVe siècles, l’autre avec un arc brisé à l’extérieur, et une voûte en berceau, du XVe siècle .
- Château du Pas-de-Laval,
- Commanderie des Hospitaliers[77],
- Chapelle Notre-Dame de Bellevue.

### Art religieux

#### Église Saint-Michel

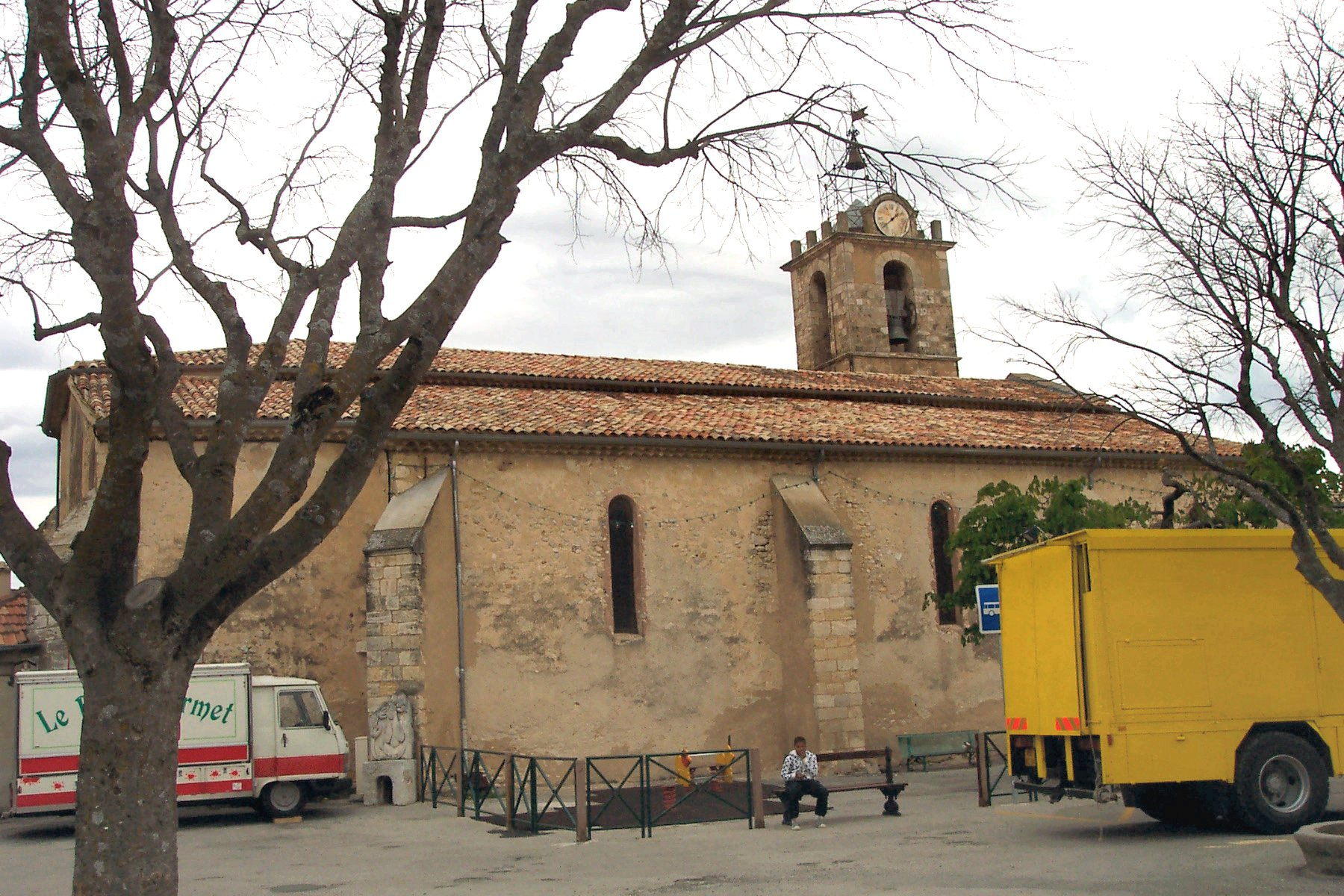
L’église Saint-Michel.

L’église paroissiale, placée sous le vocable de Saint-Michel, est de style gothique, son portail relevant du gothique flamboyant , construite au XVIe siècle. L’ornementation de l’arc triomphal (chevrons et esses) date de l’époque de construction . Le clocher est construit en 1741. Datée des XIVe et XVe siècles, elle est inscrite sur l'inventaire supplémentaire des monuments historiques.

#### Oratoire Saint-Michel
L’oratoire Saint-Michel, au sommet du Pas-de-Laval, est construit après l’épidémie de peste de 1631 (ou les épidémies de 1650 et 1720, selon les sources). Il a été déplacé en 1797 , et restauré en 1930.

#### Chapelle Notre-Dame de Bellevue
La chapelle Notre-Dame de Bellevue ou de Beauvezer succède à une chapelle rurale qui existait au XIIe siècle. Un ermitage lui est accolé au XVIIe siècle.

#### Chapelle Saint-Apollinaire
La chapelle fortifiée Saint-Apollinaire date du milieu du Bas Moyen Âge : XIIe siècle selon Raymond Collier, fin du XIIIe siècle selon M. J. Thirion, XIIe et XIIIe siècles selon la DRAC . Elle est construite comme chapelle d’un prieuré de l’abbaye de Saint-Thiers-de-Saou, qui l’échange avec les Hospitaliers de l'ordre de Saint-Jean de Jérusalem en 1233. La chapelle est endommagée par les huguenots en 1574. Elle est alors abandonnée, avant d’être intégrée à une ferme au XXe siècle .
Simple chapelle, elle possède une nef en berceau, sans collatéral ni bas-côté ; sur le mur nord, trois enfeus sont pratiqués dans le mur, sous des voûtes en berceau. Des contreforts la soutiennent aux angles. Ses murs sont épais d'1,6 m ; un escalier donne accès à la terrasse . La nef est longue de 16 m, large de 3,95 m, haute de 10,8 . Son chevet plat, probablement en lien avec sa vocation défensive, est aveugle. Ses consoles sont sculptées de visages grotesques . Elle est classée monument historique. Ses abords sont plantés d’arbres, et le site est inscrit.

## Vie locale
- Le Comité des fêtes et de la Culture de Puimoisson a pour mission l'organisation de diverses animations dans le village[86].
- L'association Lou Mistraou propose chaque année diverses manifestations telles que[87] :

Le rassemblement de voitures anciennes et de collection,
Le rassemblement de motos anciennes et de collection,
L’organisation d’un loto,
L’organisation d’un repas accompagné d’un conteur,
L’association participe également au défilé de la Saint Elo.

### Faune et flore
Le recensement a permis de relever 954 taxons terminaux (espèces et infra-espèces) sur le territoire de la commune.

### Transports en commun
La ville de Puimoisson est desservie par la ligne de bus entre Riez et Digne-les-Bains. Une connexion est faite à Digne-les-Bains avec la gare routière.

## Personnalités liées à la commune
- Jean-Baptiste Arnaud, magistrat et homme politique français des XVIIIe et XIXe siècles.
- L’historienne Régine Pernoud y a eu, pendant des décennies, une résidence secondaire.
- La romancière Maria Borrély y a été institutrice de 1918 à 1933, et a donné son nom à l'école communale[90].
- Jean Guillon, conteur itinérant, habite Puimoisson lorsqu'il ne voyage pas avec son « théâtre volant »[91],[92],[93].

### Filmographie
Jean Prat a réalisé en 1975 un film historique sur la vie à Puimoisson pendant l'occupation allemande, sur un scénario d'Alexandre Rivemale, avec la participation des habitants du village. Ce film, « Les lavandes et le réséda », a été diffusé sur France 3 Marseille, et a eu deux suites : « Les lavandes et la liberté » (1976) et « Batailles pour les lavandes » (1977), réalisés par Jean Prat sur des scénarios de Jean Meffre.